# Agassiz National Wildlife Refuge

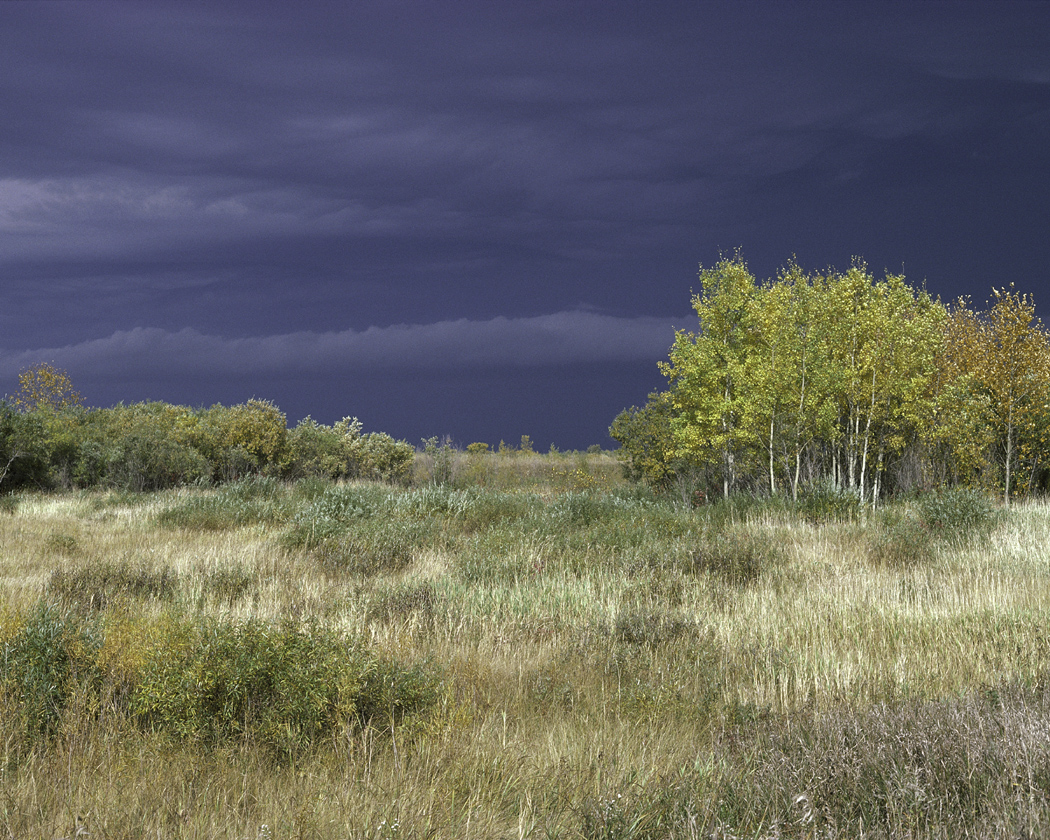
Agassiz National Wildlife Refuge

Agassiz National Wildlife Refuge ist ein National Wildlife Refuge im Osten von Marshall County im nordwestlichen Minnesota. Es wurde 1937 als Mud Lake Migratory Waterfowl Refuge eingerichtet, 1961 umbenannt und umfasst eine Fläche von etwa 249 km² (61.500 acres). 1976 wurde eine Fläche von 16 km² (4000 acres) unter den Schutzstatus „Wilderness Area“ gestellt.
Das Naturschutzgebiet liegt im Übergang zwischen der Prairie Pothole Region und der Nadelwaldzone in der Aspen Parkland Region und im Bereich des prähistorischen Agassizsees. Es stellt ein bedeutendes Reservat für Brut- und Zugvögel dar; 294 Vogel- und 49 Säugetierarten wurden hier nachgewiesen. Unter den letzteren sind mehrere Wolfsrudel und Elche. Das Gebiet verzeichnet jährlich bis zu 20.000 Besucher. Die Parkverwaltung umfasst elf Mitarbeiter.
Das Gebiet setzt sich aus 151 km² an Feuchtgebieten, 47 km² Buschland, 40 km² Wald, 7 km² Grassteppe und 0,6 km² Ackerland. zusammen Es beherbergt einen der westlichsten Sumpfstandorte mit Mischbeständen aus Schwarz-Fichte und  Ostamerikanischer Lärche. Auf dem Gebiet des Naturschutzgebietes liegen die zwei Moorseen Kuriko Lake und Whiskey Lake.
Vor 1994 beherbergte das Gebiet 10.000–40.000 Brutpaare der Präriemöwe. 2007 und 2008 fiel jeweils ein Großteil der Nester Prädatoren zum Opfer, die Kolonien wurden aufgegeben.